# François de Singly
 (juillet 2023).
Si vous disposez d'ouvrages ou d'articles de référence ou si vous connaissez des sites web de qualité traitant du thème abordé ici, merci de compléter l'article en donnant les références utiles à sa vérifiabilité et en les liant à la section « Notes et références ».
François de Singly, né le 29 mai 1948 à Dreux, est un sociologue français. Professeur émérite de sociologie à l'université Paris-Descartes, il est spécialisé en sociologie de la famille et du couple, de l'éducation, de l'enfance et de l'adolescence ainsi que des rapports de genre.

## Éléments personnels

### Origine et formation
Il est le dernier d'une fratrie de six enfants, de parents catholiques très engagés dans les milieux associatifs.
Après des études de psychologie, il travaille au CNRS en tant que psychologue expérimental. Il en démissionne en 1970 pour s’inscrire en thèse de troisième cycle en sociologie sur l’éducation morale dans la famille, sous la direction de Jean-Claude Passeron. Il la soutient en 1973, et devient assistant et maître assistant au département de sociologie de l'université de Nantes. À cette époque, il collabore avec Claude Thélot, alors administrateur de l'Insee chargé des études régionales, et réalise des exploitations secondaires d’enquêtes quantitatives.
Il soutient en 1984 une thèse d'État sous la direction d'Alain Girard, démographe à l'Institut national d'études démographiques et la publie aux Presses universitaires de France en 1988 sous le titre Fortune et infortune de la femme mariée.

### Vie familiale
François de Singly est marié et père de trois enfants. Son épouse, directrice de l’hôpital Laennec, de l’hôpital Trousseau, de l’hôpital Saint-Antoine à Paris, ainsi que directrice de l'Agence régionale de santé Océan Indien  jusqu'à sa retraite, a aussi été de 2017 à 2019 directrice du cabinet de la ministre des Sports, Laura Flessel.

## Parcours professionnel
Après son élection comme professeur à l'université Rennes-II, il met en place un laboratoire de sociologie de la famille et un réseau national CNRS de recherches sur les familles. Il cherche ainsi à donner forme au domaine de cette sociologie et un nouvel élan aux travaux empiriques sur le couple et la famille, en collaboration avec Jean-Claude Kaufmann. En 1989, il devient professeur de sociologie à la Sorbonne au sein de l'université Paris-Descartes, tandis que son épouse le suit dans un poste hospitalier parisien. Il crée alors son propre laboratoire, le centre de recherches en sociologie de la famille (CERSOF) qui est ensuite intégré dans le Centre de recherche sur les liens sociaux (CERLIS) dont il devient le directeur.
Il est président de la commission de sociologie du CNRS pendant huit ans, membre du Comité national des universités, membre du jury d'agrégation de sciences sociales, membre du Conseil d’administration de l’université Paris-Descartes.
Dans le cadre de France Stratégie, il a présidé une commission qui a remis, au président de la République en septembre 2015, un rapport intitulé « Pour un développement complet de l’enfant et de l’adolescent ». Il a été institué chevalier dans l'ordre de la Légion d'honneur le 18 juin 2015. Depuis 2019, il est professeur émérite à la Faculté Sociétés et Humanités de l’université Paris-Cité. Il est chercheur au Centre de Recherches sur les liens sociaux (CNRS). Il est également directeur éditorial chez Armand Colin/Dunod. Il est membre du Conseil de la Famille (Haut Comité de la famille, de l’enfance et de l’âge). De 2019 à 2021, il a été chargé de cours en sociologie à l’Institut catholique de Paris. Depuis 2022, il est doyen du pôle « environnement judiciaire » à l’École nationale de la magistrature, et depuis 2023, il est membre du comité d'éthique de la Fédération hospitalière de France.

## Travaux
François de Singly est spécialiste de la sociologie de la famille, et des transformations du lien social dans une société moderne où s'affirme le primat de l'individu. L'étude des rapports de couple et, en particulier, du destin de la femme au sein du couple (qui la conduit pour l'essentiel à se mettre au service de ses enfants, et à mettre en second sa carrière par rapport à celle de son mari ou de son compagnon) constitue le premier apport de ses travaux. Jusqu'à la fin des années 1980, Singly met en œuvre une sociologie « objective », sous l’influence notamment de Bourdieu ou Passeron. Cette première période culmine avec l'achèvement de sa thèse d'État, Fortune et infortune de la femme mariée. Son arrivée à l'université de Rennes marque un tournant dans ses travaux, et inaugure une seconde période désormais marquée par la sociologie compréhensive[Quoi ?]. Il élargit alors ses recherches aux mutations de la famille, à la place de chaque individu (petit et grand) dans la famille et dans la société, et travaille à expliquer comment le processus d'individualisation[Quoi ?] transforme l'ensemble des liens sociaux. Cette perspective d'une sociologie de l'individu le conduit à analyser en particulier deux temps forts du processus d'individualisation : l'entrée dans l'adolescence et la décision de se séparer de son conjoint.

### Famille contemporaine

#### Les caractéristiques de la famille moderne

##### Première et seconde modernité
Au Moyen Âge, l'amour est contradictoire avec le mariage. Le mariage est arrangé par les parents pour des raisons économiques. Il unit une "fille de" à un "fils de". L'amour est alors célébré par une autre personne que le mari : c'est l'amour courtois qui va mettre en valeur les qualités personnelles de l'épouse.
L’amour se rapproche de l'institution du mariage très progressivement de telle sorte que l'amour devient en partie compatible avec le mariage à la fin du XIXe et au début XXe siècle. Pendant cette période qui correspond à la « première modernité », la famille peut être caractérisée par trois éléments principaux : l'amour entre les conjoints, une stricte répartition des rôles de l'homme et de la femme, et l'attention envers l'enfant, son éducation et sa santé. De la fin de la première guerre aux années 1960, la division du travail entre les conjoints devient une évidence sociale : l'homme doit travailler à "l’extérieur" pour ramener les revenus du ménage, il est « monsieur gagnepain » tandis que la femme doit rester à la maison pour s'occuper des tâches ménagères et des enfants. L'homme est donc du côté de la vie publique tandis que la femme reste confinée à la sphère privée.
Sous la « seconde modernité » qui commence dans les années 1960, la famille se transforme profondément, notamment du fait des changements de la condition des femmes. En effet les femmes deviennent plus autonomes :
- Par une maîtrise plus grande de son corps, avec la contraception et le droit à l’avortement, obtenue sous la pression du mouvement des femmes
- Par la possibilité du divorce par consentement mutuel
- Par l’extension du travail salarié des mères
- Grâce à la massification scolaire[6] qui permet aux femmes l'accès à une plus longue scolarisation générale.
- Grâce à la tertiarisation du travail.
- Grâce à des politiques de conciliation entre le travail et la famille, de soutien aux familles monoparentales.

Cette coïncidence entre l'amour et le mariage entraîne une instabilité intrinsèque de ce dernier, et une augmentation du nombre des séparations et des divorces. En effet, l'union conjugale devient par définition élective, et cesse lorsqu'un des deux conjoints est déçu ou que l'autre ne correspond plus à ses attentes.

##### La famille conjugale
Les trois caractéristiques de la "famille conjugale", terme proposé par Émile Durkheim, ou de la famille sous la première modernité, à la fin du XIXe siècle, sont, selon François de Singly :
- une famille relationnelle : les liens entre les membres de la famille sont choisis. Le couple doit se réinventer chaque jour pour avoir du sens. La relation entre les membres de la famille est désormais plus élective, et les attentes et les rôles de chacun sont en constante négociation,
- une famille individualiste : les individus sont indépendants et autonomes, et veulent exister pour eux-mêmes,
- Une famille privée/publique : l’État intervient dans la vie domestique, il devient un facteur.

À la fin du XIXe siècle, les hommes détiennent un rôle instrumentaire (breadwinner). Ils gagnent l'argent du foyer tandis que les femmes ont un rôle expressif (caregiver) et s'occupent de la maison. Puis, durant la seconde modernité, le taux d'activité féminine augmente massivement.
La période allant de la fin du XIXe siècle au début des années 1960 se nomme "la première modernité". Avec les années 1960 émerge "la seconde modernité". Depuis le début du XXIème siècle, se dessine les contours de familles de "la troisième modernité", avec un désenchantement du couple hétérosexuel, du fait de la domination masculine, avec une ouverture de la famille à de nouveaux membres (amis, animaux familiers), avec une dissociation plus grande de la vie conjugale et de la vie parentale.

##### Le conjoint, agent socialisateur de premier plan dans la socialisation secondaire
La famille est le cadre privilégié de la socialisation. Mais François de Singly insiste, non seulement sur la socialisation primaire pour les enfants, mais aussi sur la socialisation secondaire qui concerne les conjoints. Ainsi pour un adulte, vivre en couple demande, selon le modèle contemporain de la vie conjugale :
- de tenir compte de l'autre, des intérêts de chacun avant d'agir,
- de partager des tâches afin d'avoir une socialisation réciproque,
- de "faire ensemble" des activités (vacances, divertissements).

Mais cela demande aussi :
- de respecter une certaine vie personnelle, de ne pas être trop fusionnel afin d’être « libres ensemble »[9]
- de redéfinir en partie son identité, du fait de la vie commune.

En se plaçant du point de vue des transformations de l’identité, François de Singly distingue plusieurs types de conjoints et de vies conjugales :
- le conjoint-Pygmalion, qui comme dans le mythe de Pygmalion et Galatée, va aider son épouse à se construire et à s'épanouir, notamment sur le plan professionnel,
- le conjoint-Gentleman, qui est davantage soucieux de sa propre réussite professionnelle et pour lequel son épouse doit d'abord assurer un rôle d'épouse et de mère,
- le conjoint-Mari, qui a du mal à accepter que son épouse joue un rôle professionnel, ou alors seulement comme complément de revenu pour le couple[11].

Pour François de Singly, la socialisation secondaire au sein du couple peut se comprendre comme une "socialisation par frottement", une sorte de formation permanente ! C’est une socialisation durable et transférable qui est cependant instable puisque l'individu n'adhère pas nécessairement aux actions qu'il accepte de faire avec telle personne considérée.
Selon la théorie de Peter Berger et Hans Kellner, cette socialisation se produit au cours d’une conversation conjugale continue. Par de tels échanges, les deux conjoints élaborent un monde commun et valident aussi le monde personnel de chacun.
En, effet, les adultes n'ont pas fini de se construire ; ils sont en quelque sorte en « formation permanente ». Voici quelques exemples qui le démontrent :
- Accepter la religion de l'autre (ou bien se convertir à cette religion),
- Dans l'éducation des enfants, prendre en compte l'avis ou l'opinion de l'autre afin de bien éduquer ses enfants, ou se concerter afin de trouver la meilleure solution (si l'enfant joue trop à l'ordinateur ou aux jeux vidéo par exemple),
- Dans le cadre du mariage, la vie en couple occasionne en effet une « conversation continue ». Les deux conjoints ou époux doivent donc rester à l'écoute l'un de l'autre afin d'entretenir une relation de couple suffisante[14].

#### Évolution de la place de la femme dans la famille et recomposition familiale
La femme occupe une place majeure dans la sociologie de François de Singly.

##### Un investissement des femmes au sein du couple prépondérant
Dans Fortune et infortune de la femme mariée (1987), François de Singly montre que l'investissement féminin dans le mariage se faisait au détriment de la carrière professionnelle, alors que c'est l'inverse pour les hommes. Il calcule la fortune et l’infortune à partir de données quantitatives mesurant le rendement scolaire du diplôme selon le sexe, la situation conjugale et familiale. Plus le nombre d’enfants augmente, plus la carrière de l’homme s’envole et plus celle de la femme se restreint. Le problème de la « conciliation » entre le travail et la famille ne se pose pas pour les hommes, puisque ces derniers assurent une part restreinte du travail domestique.

##### Inégalités de genre au sein de la famille
Singly montre les inégalités de genre au sein du couple en analysant le temps passé aux tâches domestiques. En effet, le travail domestique est inégalement réparti. Face aux tâches domestiques, les femmes travaillent environ 4h30 dans ce domaine alors que les hommes y travaillent environ 2h30. Ces résultats sont issus d'une enquête "emplois du temps" faite par l'INSEE en 1998-1999 visant des couples hétérosexuels possédant deux enfants et une activité à temps plein en France. Les rapports de couple sont désormais basés sur l'amour et la confiance.
Il apparaît que l'égalité dans la répartition des tâches ménagères n'est pas prépondérante dans les attentes des femmes face au couple et au conjoint (d'autres qualités sont plus importantes pour les personnes interrogées, comme la fiabilité, pouvoir discuter de ses problèmes, la fidélité...). 61 % des femmes estiment que les hommes ne font pas assez de tâches ménagères 44 % des femmes estiment que les hommes ne s'investissent pas assez dans l'éducation des enfants, et 35 % des femmes déclarent que leur compagnon ou leur mari ne sont pas assez présents dans la vie à deux et la vie familiale.
On peut donc penser qu’entre les femmes et les hommes il existe « un sentiment de justice décalée » puisque 35 % des femmes et 28 % des hommes affirment que le travail ménager est injustement réparti pour les femmes, contre seulement 4 % des hommes et des femmes qui affirment que celui-ci est injustement répartie pour les hommes. On peut donc en conclure à l’existence d’une injustice ménagère.
Cependant cette inégalité incontestable est justifiée par les femmes elles-mêmes, au moins en partie, notamment du fait de leurs plus grandes compétences, de leur plus grand attachement au bien-être de l’enfant. Ce que ces femmes trouvent le plus injuste lorsqu’elles en font plus, c’est l’éventuelle indifférence des hommes devant un tel travail accompli, c’est la faible participation pour ce qu’elles considèrent comme des corvées.

##### Les femmes, plus souvent initiatrices du «processus de déconjugalisation»
Dans l'ouvrage Séparée : vivre l’expérience de la rupture (2011), Singly revient à l'étude de la vie conjugale et de la place des femmes dans le couple, mais dans une perspective plus « individualiste ». Il ne s'agit plus de mesurer le coût pour la femme de la vie conjugale et familiale, il s'agit de comprendre comment la femme peut éprouver le besoin de rompre, de se séparer pour d’une certaine façon survivre à titre personnel. La femme peut avoir le sentiment qu’elle est niée en tant que personne, qu’elle est enfermée dans ses rôles d’épouse et de mère. Cette insatisfaction illustre le dédoublement identitaire théorisé dans ses travaux sur l'individualisme : la femme doit continuer d’exister en tant que personne, même si elle assure des rôles de compagne et de mère.
Si elle ne parvient pas à exister à titre personnel en dehors des contraintes de rôle, elle peut avoir envie de mettre en œuvre un « processus de déconjugalisation », qu’elle vive dans le mariage ou en PaCs ou en union libre. Dans cet ouvrage, François de Singly s'interroge sur la montée du divorce dans les sociétés occidentales, à tel point que certains auteurs parlent de « la révolution du divorce », et sur les raisons qui font que ce sont souvent elles les initiatrices.
Selon les récits des femmes séparées, ce sont la routinisation de la relation, une certaine indifférence du partenaire, le désir de rester soi-même qui expliquent l'augmentation des séparations. Comme le couple est fondé sur l'amour sentiment subjectif, et non sur une institution, il ne peut que cesser quand un des conjoints ne correspond plus aux attentes du partenaire ou lorsque les deux personnes évoluent dans des sens différents. L'appartenance à un couple suppose de définir un équilibre entre un « je » personnel et un « nous » conjugal, de conserver une part d'autonomie tout en participant au collectif familial. Les femmes sont plus souvent les initiatrices du divorce car elles ont souvent le sentiment de s'être sacrifiées en s'investissant beaucoup plus que leur partenaire dans la famille ou dans le couple. La femme estime qu'elle se fait avoir en quelque sorte. « Leur déception est alors proportionnelle à leur niveau d'exigence. Lorsqu'elles se sentent délaissées, incomprises ou trahies, elles n'hésitent pas à partir. »[source insuffisante].
Il existe un autre type de rupture, sans doute plus sensible dans les nouvelles générations : « la rupture pour se développer » qui advient lorsque les femmes vivent la relation de couple comme un frein à leur épanouissement. Elles estiment avoir changé sans que leur partenaire ait modifié son attitude, il y a un décalage entre ce qu'elles sont devenues et la manière dont leur partenaire les reconnaît. Pour toutes ces raisons, le divorce ou la séparation n'est plus un « accident » de la vie de couple sous la seconde modernité, il est un révélateur de la demande de reconnaissance, forte chez les femmes, qui ne reçoit pas toujours une réponse positive. Le processus de déconjugalisation comprend plusieurs étapes, des premières insatisfactions, des premières tensions jusqu’au changement de statut lorsque les partenaires deviennent des « ex ».
Mais les suites de la séparation diffèrent, il peut y avoir une rupture radicale avec l'oubli du passé, ou le maintien de liens, obligés (en tant que « parents », l'autorité parentale étant conjointe même après le divorce), ou affectifs, avec la transformation de l'ex en ami.

### Individualisme et lien social

#### Généralités
Cette section ne s'appuie pas, ou pas assez, sur des sources secondaires ou tertiaires indépendantes du sujet.

Pour l'améliorer, ajoutez-en, ou placez des modèles {{Source secondaire souhaitée}} ou {{Source secondaire nécessaire}} sur les passages mal sourcés. (septembre 2021)
L'individualisme est un concept central des travaux de François de Singly, et transversal à chacune de ses œuvres. Dans les sociétés contemporaines, l'individu a pour impératif social de devenir autonome et d’être responsable de ses actes, de son existence. Le côté positif du processus d'individualisation est le refus de l'enfermement dans les appartenances héritées, souvent considérées comme traditionnelles. Dans les sociétés « holistes», l’individu est mieux « tenu » par des liens sur lesquels il n’a guère de prise.
Pour autant, l'individu des sociétés modernes occidentales n'est pas détaché de toute appartenance sociale, mais a davantage de pouvoir pour choisir ses appartenances qui sont désormais multiples et réversibles. L'individu moderne ne veut pas être enfermé dans des liens, dans des identités imposées, mais cela ne signifie pas qu’il désire vivre seul, comme Robinson Crusoé. On peut prendre comme exemple l’histoire du mariage. Au XIXe siècle, le divorce est très restreint, le mariage est indissoluble. Le divorce par consentement mutuel est rétabli en 1975 afin que les femmes et les hommes puissent se séparer s’ils le souhaitent. Un lien qui ne peut pas être défait est perçu comme enfermement. Le succès de l’union libre ou du concubinage dans les mêmes années traduit la même chose : vivre en couple mais si possible sans les contraintes de l’institution matrimoniale. « L’appartenance n’est pas supprimée dans la société moderne ; elle est transformée, idéalement, en une appartenance choisie » et si possible réversible. L’idéal est de vivre « avec » sans pour autant subir les contraintes d'une vie communautaire (le village, les liens du sang selon Ferdinand Tönnies). La cohésion sociale n'est donc pas mise à mal par la modernité. « Le sujet moderne balance entre l'engagement et le désengagement, entre l'attachement et le détachement ».
François de Singly utilise l'image employée par le philosophe Schopenhauer et qui est la transposition d'un dilemme auquel nous devons faire face chaque jour en tant qu’individu, pris entre le fait d’être seul et le fait d’être avec. Ce dilemme est donc tragique, puisque dans les deux cas, il résulte de la souffrance mais différemment. Il faut donc savoir faire des sacrifices, des compromis pour vivre en commun, tout en sachant se préserver des moments individuels, des pauses personnelles. Cette image montre la difficulté de vivre ensemble au sein d'une même société, d’un même groupe tout en respectant la norme de la modernité, celle de rester soi-même. Il faut donc savoir trouver le juste équilibre : vivre ensemble sans se confondre.

#### Construction de l'identité et autruis significatifs
L'apparition de l'individualisme et de sociétés dans lesquelles les personnes sont individualisées, date pour François de Singly du XIIe siècle, avec l’invention de l’amour courtois : la femme vit avec un homme marié, en tant que membre de sa lignée familiale, et elle est aimée par un autre homme, en tant que personne unique. En effet, l'individualisme implique pour chacun un "dédoublement identitaire". L’individu est composé d’un "soi social" (constitué de l’ensemble de ses rôles sociaux), et d’un "je personnel", plus réflexif qui juge la manière dont il joue ses rôles sociaux, qui peut décider d’interrompre ou de moins investir dans tel ou tel rôle.
La construction de l’identité se fait par étapes : elle commence par une intériorisation du point de vue des autres personnes sur soi. La sociologie de l'individu de François de Singly s'inspire de celle de Charles Taylor, et surtout de celle de George Herbert Mead. En chaque individu, on peut distinguer un premier niveau de personnalité, correspondant à ce que les autres perçoivent de lui (le "Soi") et, un second niveau, basé sur son individualité propre, son ressenti (le "Je"). Mais l’originalité de François de Singly réside dans l’importance qu’il accorde à la notion d'Autrui Significatif (AS).
Ce sont "des individus qui soutiennent le soi par la conversation, en validant ou non la représentation de Soi et du monde". Pour les enfants, ce sont notamment les parents et les frères et sœurs, et ensuite les copains et les amis. Pour les adultes, le conjoint est l'AS prépondérant. Par exemple, lorsque le conjoint raconte sa journée à l'autre, s'opère une "reconstruction sociale de la réalité", soit par la validation soit par l’invalidation de ce que chacun a vécu. Par la conversation, l'individu reconsidère la réalité avec le regard des AS. Ainsi, si un ami de l'individu est jugé déplaisant par le conjoint, il est probable que les relations cessent avec cet ami. Chaque individu, dans les sociétés modernes, connaît un processus d'individualisation, jusqu'à devenir un individu qui existe par lui-même, avec sa singularité, tout en étant enserré dans un réseau de relations sociales indispensables, de proches. Les "liaisons identitaires" permettent a la personne de mieux s'individualiser au sein de la société moderne. Loin de disparaître ou de perdre en importance, les liens sociaux se modifient et évoluent avec la société. Désormais, les relations sociales sont de plus en plus fréquemment électives, contractuelles et interpersonnelles. Les individus autonomes peuvent donc idéalement rester libres tout en étant reliés.
On soulignera que cette perspective met l’accent plus sur les liens avec des proches et moins sur des liens abstraits comme la citoyenneté. Dans les sociétés contemporaines, il y a sans doute un certain effritement des liens sociaux abstraits, cela n’implique pas une crise du lien social puisque par ailleurs les individus sont tenus par d’autres liens, privés, soutenus par les nouvelles technologies (les réseaux sociaux).

#### Double Je: une distinction affirmée entre identité sociale et identité statutaire
Cette section ne s'appuie pas, ou pas assez, sur des sources secondaires ou tertiaires indépendantes du sujet.

Pour l'améliorer, ajoutez-en, ou placez des modèles {{Source secondaire souhaitée}} ou {{Source secondaire nécessaire}} sur les passages mal sourcés. (septembre 2021)
L'ouvrage Double Je approfondit la problématique de l'évolution de l'identité qui a lieu dans la modernité occidentale, et pense la question du "Je". Les précédentes réflexions de l'auteur sur l'individualisme avaient clairement démontré un dédoublement de l'individu entre son rôle social (ou l'ensemble des rôles) qu'il se doit de tenir, et sa personnalité plus intime qui échappe à l'espace social.
Dans Double Je, distinction est faite entre un "Moi statutaire", c'est-à-dire l'identité sociale, et un "Je" personnel. Moi et Je se répondent en un dialogue pour former le Soi. Cette question de l'identité personnelle - quelque peu mise de côté par la tradition sociologique - est fondamentale pour l'auteur qui veut correctement interpréter les actions des individus. François de Singly reprend la citation de Montaigne qui distingue son moi personnel de son existence sociale, et montre que ce dédoublement concerne tout le monde, chacun étant un double Je: « Le Maire et Montaigne ont toujours été deux, d'une séparation bien claire ».
Tout se passe comme si l'individu devait découvrir qui il est réellement, en dehors de ses diverses appartenances. Il s'affirme comme unique, même si les rôles statutaires assignés (fils ou fille de, conjoint, fonctionnaire...)  semblent prédominer. Ainsi, c'est bien "deux corps" que l'individu possède, entre lesquels il doit naviguer et composer pour s'émanciper de ses appartenances tout en conservant une certaine continuité professionnelle et familiale. La liberté individuelle se manifeste également dans le fait que l'individu, dès lors qu'il possède plusieurs rôles (par exemple, professionnel, parental, de conjoint, associatif...) peut choisir de classer ces rôles statutaires comme bon lui semble: est-on avant tout professionnel, père, mari, représentant d'une association? Quel est le rôle qui nous définit d'abord? Comment l'individu choisit-il de hiérarchiser ses identités statutaires? Il y a donc une inégalité en fonction du nombre de rôles à disposition de l'individu. Les personnes isolées, qui ne disposent que d'un rôle, se trouvent en effet appauvries dans le pouvoir de hiérarchiser leurs identités, de dire qui ils sont (c'est pour ça que les mères au foyer, qui ne sont définies que comme mère, se sentent parfois étouffées par ce rôle).
Lorsque l'identité sociale paraît trop éloignée de l'identité personnelle, l'individu peut rompre avec la première. Ainsi François d'Assise, épris de pauvreté alors qu'il est le fils d'un riche marchand, se déshabille-t-il lors du procès intenté par son père auquel il désobéit, afin de lui rendre ses vêtements, pour mieux montrer qui il est.
L'individu dispose d'une "chambre intérieure", d'un espace secret et rêvé où il peut se réfugier quand son identité personnelle est trop distante de son identité publique. Cet espace est plus ou moins efficace selon que l'individu parvient ou non à le charger de sens. Une trop forte rupture entre les deux identités peut mener à une crise. L'individu cherche aussi à ce que son identité sociale se rapproche au maximum de son identité personnelle souhaitée, afin qu'il y ait une  grande proximité  entre les deux. Il peut avoir la tentation, à l'instar de François d'Assise, de se dépouiller de tout héritage, ou de livrer trop facilement son moi personnel, mais les risques sont élevés (blessure narcissique, échec...) Toutefois, rendre visible ses failles, son identité personnelle sur la scène publique, est un exercice d'authenticité auquel doivent se livrer les hommes politiques modernes s'ils veulent prouver que "le rôle n'a pas tué la personne".
Il est donc insuffisant de considérer l'homme comme réduit à une seule dimension. Si les connaissances éloignées de l'individu peuvent se contenter de son identité statutaire, les proches doivent montrer qu'ils sont attentifs à l'identité personnelle: c'est ce qui se joue à travers les cadeaux notamment qui sont pour partie statutaires, mais qui doivent également faire référence à la personnalité de celui qui les reçoit - du moins quand ils proviennent de personnes intimes.
Cependant, il existe une porosité entre identité statutaire et identité personnelle: l'individu peut mettre du personnel dans chacun de ces rôles (par exemple les personnes qui racontent leur journée de travail à leur conjoint  car ils l'ont vécue sur le plan de leur identité personnelle).
Dans cet ouvrage, le matériau sociologique, extrêmement riche et varié, témoigne de la grande culture de l'auteur[réf. nécessaire]: il s'agit d'entretiens et d'enquêtes sociologiques, mais l'argumentaire s'appuie aussi sur des romans, des films, des peintures, qui démontrent que l'affirmation de l'individu en tant que Je distinct de sa condition sociale est universelle.
La sociologie doit donc être « complète »: une étude de l'individu au développement complet, qui peut se réaliser soi-même dans toutes ses dimensions et ses préférences culturelles -légitimes ou non. Elle doit également mieux prendre en compte les capacités de distanciation de l'individu, en tant qu'élément essentiel du moi, notamment lorsque  cette distanciation permet à l'identité personnelle de se mettre à l'écart d'un quotidien peu satisfaisant.

### Sociologie de l'enfant et de l'adolescent
Cette section ne s'appuie pas, ou pas assez, sur des sources secondaires ou tertiaires indépendantes du sujet.

Pour l'améliorer, ajoutez-en, ou placez des modèles {{Source secondaire souhaitée}} ou {{Source secondaire nécessaire}} sur les passages mal sourcés. (septembre 2021)
Les travaux sur la sociologie de l'enfant de Singly lui permettent de caractériser le processus d'individualisation et du dédoublement identitaire pendant la jeunesse. En effet, l'enfant puis l'adolescent va être progressivement conduit à ne plus être seulement le « fils de » ou la « fille de », mais à exister en cumulant plusieurs identités (rôle sociaux et identité personnelle sous-jacente). C’est en jouant sur ces différents registres, en expérimentant en quelque sorte plusieurs identités que l’enfant et l’adolescent découvre et construit progressivement son identité personnelle.
Dans les sociétés contemporaines, les parents doivent « aider leur enfant à devenir lui-même », pas seulement par la transmission, par l’exigence de règles à respecter, mais aussi et surtout en l’accompagnant pour lui apprendre l’autonomie personnelle. Cela exige une attention au développement de l’enfant, une transformation de la relation parents/enfant qui devient plus « psychologique ». Cette exigence d’une personnalisation de cette relation conduit les femmes et les hommes à éprouver une certaine « fatigue d'être parents ».
Actuellement, les parents souffrent d'une double contrainte, ou d’une injonction paradoxale, causée par la recherche d'un équilibre entre l’impératif d’épanouissement personnel et l’impératif de la réussite scolaire (ce que Pierre Bourdieu désigne sous le terme de stratégies de reproduction). L’enfant a le droit de devenir lui-même mais à la condition d’investir dans ses études. Cette double contrainte se règle souvent par une séparation entre les résultats scolaires surveillés par les parents et des temps libres où l’enfant est en relation avec ses copains, dans le monde de la culture « jeune ».
François de Singly désigne le rôle des parents sous le terme de « voyagiste » (employé comme métaphore). Le parent doit proposer à son enfant un « voyage de formation » visant à le socialiser non pas dans un cadre totalement prédéfini par les parents mais dans un cadre que l'enfant peut façonner à certains endroits en découvrant sa propre personnalité, en choisissant certaines étapes (par exemple en arrêtant tel loisir, en demandant de faire telle ou telle nouvelle activité. Si les parents doivent prendre soin de leur enfant et le conforter, tout en le considérant comme une personne à part entière, ils ont pour fonction de lui fixer un cadre et surtout de lui fournir des ressources sociales pour son voyage personnel, constitué d’étapes obligées (les études) et d’étapes « libres » (avec le choix des autres activités).
Ainsi, dans la famille moderne, « l'accompagnement [par les parents] a supplanté l'obéissance [des enfants] ». L'enfant reste donc un mineur mais tout en étant un être doué de raison qui doit être accompagné et guidé sur le chemin de son individualisation. Il n'y a plus à proprement parler de bonne distance avec les parents, mais le lien doit être "élastique". L'enfant, pour devenir soi-même, a besoin de la présence de ses parents mais également de leur absence, quelquefois. Pour F. de Singly, l'enfant est une personne à part entière, dont l'individuation et la découverte de sa personnalité et de son autonomie s'effectuent de façon progressive. Si l'adolescence est le moment privilégié pour acquérir une identité multiple et propre à chacun, il s'agit bien d'un processus très graduel qui débute par l'adonaissance, comme l'analyse son ouvrage Les Adonaissants. Ces derniers sont décrits sous la forme de portraits dont les traits sont tirés de longs entretiens. L’objectif n’est plus de construire des catégories sociales à partir d’enquêtes quantitatives, avec la perspective de l’objectivation, proposée dans Le métier de sociologue ; il est de comprendre le sens subjectif de l’existence des individus, à partir de récits de leurs pratiques.

### Méthodes quantitatives des sciences sociales: le questionnaire
Si l'équipe de chercheurs de François de Singly travaille avec des méthodes qualitatives, telles que l'entretien individuel, cela ne dévalue pas l’utilité des méthodes quantitatives, elles sont toujours utiles. Ce qui est remis en question c’est la hiérarchisation des méthodes. François de Singly, dans le cadre de ses enseignements, a rédigé un manuel conçu pour détailler les différentes étapes de confection d’un bon questionnaire. Il s'agit de l'ouvrage Le Questionnaire. L'enquête et ses méthodes (3e édition), Armand Colin, coll. « 128 », 2012. L’objectif d’un questionnaire est surtout d’appréhender les contraintes du jeu des acteurs, des facteurs sociaux qui déterminent plus ou moins leurs conduites, leurs représentations. C’est pour cela que le questionnaire comprend non seulement des questions sur les pratiques étudiées mais aussi des questions sur ce que le sociologue considère comme des indicateurs de déterminants sociaux, comme l'âge, le sexe, le diplôme, l’origine sociale, la position socioprofessionnelle, son éventuelle religion, ses prises de position politiques. Ainsi pourront être fabriqués des croisements entre des déterminants sociaux (présumés) et les pratiques étudiés.
Pour François de Singly, cette logique de croisements constitue une des manières principales pour les sociologues de pratiquer l'objectivation. Elle fait référence à la règle fondamentale d'Émile Durkheim : « Il faut traiter les faits sociaux comme des choses. » Contrairement aux entretiens, le questionnaire rompt avec la manière dont les individus rendent compte de leurs actions, il cherche à connaître objectivement les facteurs sociaux qui, pour une part, déterminent les individus à agir ainsi. La sociologie comme discipline scientifique doit avoir pour double objectif de comprendre à la fois le sens objectif et le sens subjectif des conduites. L’expérience montre que souvent dans les recherches, l’accent est mis davantage sur le premier objectif ou sur le second. En effet, la subjectivité d’un individu n’est pas seulement l’intériorisation des contraintes sociales, elle renvoie à d’autres éléments que la sociologie compréhensive cherche à connaître.
Dans cet ouvrage, François de Singly tente de répondre à la problématique suivante : à quoi servent les enquêtes par questionnaires et comment produire de « bons »chiffres?

## Publications

### Ouvrages
- Fortune et infortune de la femme mariée, PUF, Paris, 1987, collection Quadrige, PUF, Paris, 2003
- Gens du privé, gens du public, avec Claude Thélot, Dunod, 1989
- Le questionnaire, collection 128, éditions Nathan, Paris, 1992, Édition A. Colin, 2020 (cinquième édition)
- Identité, lecture, écriture, avec Martine Chaudron, BPI, Éditions Centre Georges Pompidou, 1993
- Le Soi, le couple et la famille, Éditions Nathan, Paris, 1996 et Poche, 2005
- La Question familiale en Europe, avec Jacques Commaille, L'Harmattan, 1997
- Libres ensemble. L'individualisme dans la vie commune, éditions Nathan, Paris, 2000 et Poche, Paris, 2003
- Être soi parmi les autres, Être soi d'un âge à l'autre, Famille et individualisation, tomes 1 et 2, L'Harmattan, 2001
- Les Uns avec les autres. Quand l'individualisme crée du lien, éditions Armand Colin, Paris, 2003 et Poche, 2005
- Politiques de l'individualisme, avec Philippe Corcuff et Jacques Ion, éditions Textuel, Paris, 2005
- L'individualisme est un humanisme, éditions de l'Aube, 2005, et Poche, 2011
- Les Adonaissants, éditions Armand Colin, 2006, et Poche, 2007
- L'injustice ménagère, éditions Armand Colin, 2007, et Poche, 2008
- L'individu et ses sociologies, avec Danilo Martuccelli, éditions Armand Colin, 2009, troisième édition, 2018
- Comment aider l'enfant à devenir lui-même ?, éditions Armand Colin, 2009, et Poche, 2010
- Séparée, Vivre l'expérience de la rupture, éditions Armand Colin, 2011
- En famille à Paris, avec Christophe Giraud, éditions Armand Colin, 2012
- Double je, Identité personnelle et identité statutaire, éditions Armand Colin, 2017
- Sociologie des familles contemporaines, collection 128, édition Nathan 1993, édition A. Colin, 7ème édition revue, 2023

### Ouvrages collectifs
- La Famille : l'état des savoirs, La Découverte, 1991
- Identité, lecture, écriture, avec Martine Chaudron, BPI, Éditions Centre Georges Pompidou, 1993
- Le Soi, le couple et la famille, Éditions Nathan, Paris, 1996 et Poche, 2005
- La question familiale en Europe, avec Jacques Commaille, L'Harmattan, 1997
- Être soi parmi les autres, Être soi d'un âge à l'autre, Famille et individualisation, tomes 1 et 2, L'Harmattan, 2001
- Enfants-adultes : vers une égalité de statuts ?, éditions Universalis, 2004
- Nouveau manuel de sociologie, avec Christophe Giraud et Olivier Martin, éditions Armand Colin, 2010
- L'Individu aujourd'hui, avec Philippe Corcuff et Christian Le Bart, Presses universitaires de Rennes, 2010

### Articles en français
- François de Singly, Philippe Corcuff et Jacques Ion, « L'Individu, enjeu de la gauche », Multitudes,‎ 19 octobre 2005 (lire en ligne)

### Articles de presse et interview
- « Quand vous êtes chez vous, vous pensez que ça va repartir », interview de François de Singly par Éric Favereau, Libération, 25 mai 2017
- « Une relation de réciprocité avec les enfants adultes », interview par Emanuelle Lucas, La Croix, 14 mai 2017, https://www.la-croix.com/Famille/Parents-et-enfants/Francois-Singly-Une-relation-reciprocite-avec-enfants-adultes-2017-03-14-1200831812